# Peggy Carter
Margaret "Peggy" Carter är en seriefigur från Marvel Comics skapad av Stan Lee och Jack Kirby. Carter gjorde sin debut i maj 1966 i tidningen Tales of Suspense. I filmerna Captain America: The First Avenger (2011), Captain America: The Winter Soldier (2014), Avengers: Age of Ultron (2015) och Ant-Man (2015) porträtteras hon av Hayley Atwell. En TV-serie påbörjade sin sändning i januari 2015 på ABC.

## Bakgrund
Peggy Carter föddes i Virginia. Under andra världskriget går Carter med i franska motståndsrörelsen under namnet Agent 13. Hon träffar Captain America och utför flera uppdrag med honom. De två blir förälskade. Efter Captain Americas skendöd, blir hon en medlem av S.H.I.E.L.D..

## I andra medier
- I september 2013 berättade Marvel Television att de håller på att utveckla en TV-serie baserad på Peggy Carter.[3] Tara Butters och Michele Fazekas anlitades som showrunner, medan Christopher Markus och Stephen McFeely ska skriva manus. Hayley Atwell kommer reprisera sin roll.[4]